# タイムリーパー～未来の記憶～
タイムリーパー～未来の記憶～（原題：Volition）は、トニー・ディーン・スミスとライアン・W・スミス脚本、トニー・ディーン・スミス監督による2019年公開のカナダSFスリラー映画。
主演はエイドリアン・グリン・マクモラン、マグダ・アパノヴィッチ、ジョン・カッシーニ、フランク・カッシーニ、アレクス・パウノヴィッチ、ビル・マーチャント。 2019年フィリップ・K・ディックSF映画祭でプレミア上映された。

## あらすじ
ジミーは更生した元犯罪者で、地味に暮らしている。彼は透視の超能力を生かし、スポーツ試合の小さな賭けで小金を稼いでその日暮らしをしている。ある日の帰宅途中、路地でひとけのない場所で女性に不逞な行為をしている2人組の男に遭遇して喧嘩になる。彼らはジミーを殴って逃げたが、女性はジミーが助けてくれたことにほだされ、アンジェラと名乗る。ジミーは、アンジェラがビールケースを持って彼のアパートに現れ、一緒に笑い、いちゃつく姿を幻視する。そして、もし彼女が自分を訪ねてきたいのなら、住所を教えると彼女に伝える。
刑務所から出所したばかりの旧友サルは、ジミーと共通の友人である麻薬密売人レイを再会させる。レイはジミーに、数百万ドルもの盗品ダイヤモンド取引の運搬人になるよう持ちかける。ジミーは躊躇するが、その取引を受け入れる自分の幻影を見る。どんな選択をしても未来は変えられないと信じるジミーは、ダイヤモンドを預かることに同意する。
ジミーが見たとおり、アンジェラがビールを持って彼のアパートに現れる。話をするうちに、彼は幼い頃に母親を亡くし、養父とはもう連絡を取っていないことを打ち明け、アンジェラも両親とは疎遠だと言う。
一方、サルとチンピラのテリーは、レイを裏切ってダイヤを盗んで自分たちのものにしようと計画する。ジミーとアンジェラが彼女の車で逃げる間に、彼らはジミーのアパートに侵入する。怖くなったアンジェラは、何が起こっているのか知りたいとジミーを問い詰める。ジミーは自分の透視能力について説明し、子供の頃、母親が交通事故で死ぬビジョンを見たと言う。それ以来、ジミーは絶望を感じ、自分の未来はすでに運命づけられており、自分には自由意志がないと信じている。ジミーは自分が殺されるビジョンを見てパニックになる。
ジミーは量子物理学者の養父エリオットの幻を見る。ジミーとアンジェラはエリオットの家に向かうが、レイ、サル、テリーがエリオットの家に押し入り、レイはジミーが裏切り者だと責める。サルとテリーはジミーに自分たちの陰謀をレイに暴露するなと静かに脅す。もみ合いになり、レイはアンジェラを射殺する。クローゼットに隠れていたエリオットはジミーにタイムトラベル薬の注射を打ち、ジミーは気を失う。
ジミーは同じクローゼットで目を覚ますが、家もエリオットも違って見える。エリオットは、ジミーはタイムトラベル薬を注射され、今は1994年だと説明する。エリオットは、タイムトラベルして現在に戻る能力が、彼の透視能力を可能にしているのだと説明する。タイムトラベル能力を得たジミーは、現在に戻ってダイヤモンドの取引を断り、アンジェラを救う決意をする。ジミーはもう一度薬を注射し、現代に戻る。サルとテリーの強盗を阻止し、ダイヤをエリオットの家に運ぶ。彼は茂みに隠れ、もう一人のジミーがやって来るのを目撃する。最初のジミーは争いを目撃し、レイが再びアンジェラを撃つのを目撃する。何者かがジミーを射殺。ジミーは息を引き取り際にタイムトラベル薬を注射する。ジミーは、タイムトラベルの精神的・肉体的疲労が重なり、"断片化 "し始める。ジミーは、アンジェラに嫌がらせをしていたチンピラや、その日の朝、道でばったり会った酔っ払いの自分を見る。
再びエリオットの家に戻ったジミーは、裏庭でテリーと争い、テリーの銃が誤って暴発、茂みにいたテリーが撃たれる。家に入ったジミーはレイに撃たれ、先ほどのビジョンを果たす。ジミーは出血しながらレイに裏切りについて話す。テリーはレイを殺し、サルと共に逃げる。
ジミーはタイムスリップし、二人が出会う数年前にエリオットの研究室に現れる。戸惑いながらも、この瀕死の見知らぬ男を助けたいと思ったエリオットは、彼の治療を開始し、彼の体からタイムトラベル薬の銀色の液体が漏れていることに気づく。エリオットは未来で、現在研究中のタイムトラベル薬が完成したことに気づく。ジミーはエリオットに、児童養護施設に行き、ジェームズ・オーディンを養子にするよう言う。
現代のジミーはエリオットの家での戦いを目撃するが、このタイムラインではアンジェラは胸ではなく肩を撃たれている。ジミーはアンジェラに駆け寄り、自分がアンジェラの命を救ったこと、そして自分の選択で未来を変えられることを知ったのだった。